# HMS Argus (I49)
Pour les autres navires du même nom, voir HMS Argus.
Pour les articles homonymes, voir Argus et I49.
Le HMS Argus était un porte-avions britannique de la Royal Navy de 1918 à 1944. Il est le premier exemple au monde de ce qui allait être la forme standard des porte-avions avec un pont entièrement plat et continu, capable de faire décoller ou atterrir (apponter) des avions munis d'un train à roues.

## Historique
Il fut initialement construit en 1914 à Glasgow comme paquebot transatlantique destiné à l'Italie, le Conte Rosso. Mais avant qu'il ne soit lancé, il fut racheté par la Royal Navy pour être transformé en porte-avions. Il fut alors reconstruit avec un pont totalement plat (flush deck) alors que le HMS Furious, lancé en 1916, avait deux ponts situés à l'avant et à l'arrière de la structure principale.
L’Argus fut lancé le 2 décembre 1917 et mis en service le 6 septembre 1918, quelques semaines avant la fin de la Première Guerre mondiale. En raison de son petit gabarit (environ 14 000 tonnes) et de sa vitesse relativement faible, il ne fut pas utilisé comme bâtiment de combat mais pour développer les techniques au combat des porte-avions ainsi que pour l'entraînement à la mer des pilotes. À la fin des années 1920, dépassé par des navires plus grands et plus modernes, il fut retiré de la flotte de première ligne et employé uniquement pour l'entraînement.  C'était encore son rôle au début de la Seconde Guerre mondiale. Mais devant les pertes importantes de la Royal Navy entre 1939 et 1941, période durant laquelle le HMS Courageous, le Glorious et l’Ark Royal furent coulés et l’Illustrious gravement endommagé, l’Argus fut réemployé en opérations. En raison de ses ascenseurs larges et de la  hauteur de plafond de son hangar, il fut le seul porte-avions britannique de la Seconde Guerre mondiale capable d'embarquer des avions sans ailes repliables.
Son premier engagement opérationnel, en 1941-1942, fut de convoyer des avions pour Malte, Gibraltar et Takoradi. Le porte-avions approchait alors la destination jusqu'à la distance maximale de vol des avions, lesquels finissaient le voyage par les airs. Il participa aussi au convoi Dervish en Arctique en août 1941. L’Argus rejoignit ensuite la Force H en Méditerranée occidentale et participa à l'importante force de couverture de l'opération Harpoon, un convoi vital à la résistance de Malte. En 1942, il soutint le débarquement allié en Afrique du Nord et en 1943 retourna à son rôle de navire d'entraînement, avant de rejoindre la flotte de réserve comme navire de soutien en 1944. Il fut démoli en 1946.

## Source
- (en) Cet article est partiellement ou en totalité issu de l’article de Wikipédia en anglais intitulé « HMS Argus (I49) » (voir la liste des auteurs).